# 2021-es wimbledoni teniszbajnokság
A 2021-es wimbledoni teniszbajnokság az év harmadik Grand Slam-tornája, amelyet 134. alkalommal rendeznek meg 2021. június 28. − július 11. között Londonban. A főtábla mérkőzéseire az All England Lawn Tennis and Croquet Club wimbledoni füves pályáin kerül sor a klub és a Nemzetközi Teniszszövetség (ITF) közös rendezésében. A kvalifikáció mérkőzéseit június 21–24. között a London délnyugati részén fekvő Roehamptonban, a Bank of England Ground sportcentrumában rendezik. A versenyen elért eredmények alapján szerzett pontok beszámítanak a WTA és az ATP pontversenyébe.
A koronavírus-járvány miatt a 2020. évi verseny elmaradt. A címvédő ezért a 2019-es győztes szerb Novak Đoković a férfiaknál, míg a nőknél a román Simona Halep volt, aki ebben az évben sérülés miatt nem indult a tornán. Đoković megvédte címét, míg a nőknél a világelső ausztrál Ashleigh Barty győzött.
A magyarok közül a férfiaknál Fucsovics Márton és Balázs Attila a főtáblán, míg a nőknél Babos Tímea, Jani Réka Luca, Gálfi Dalma, Bondár Anna és Udvardy Panna előzetesen a selejtezőben történő indulásra szereztek jogosultságot. Balázs Attila sérülés miatt nem indult. Visszamondások miatt Babos Tímea a főtáblán kezdhette a tornát, azonban az első körön nem jutott túl. A selejtező első körében búcsúzott a tornától Gálfi Dalma, Jani Réka Luca és Bondár Anna is. Az első felnőtt Grand Slam-tornáján részt vevő Udvardy Panna a selejtező 2. körében kapott ki három játszmában az első kiemelttől. Női párosban Babos Tímea Kristina Mladenoviccsal párban a főtáblán a második kiemelt páros volt, de már az első körben kiestek. Fucsovics Márton élete eddigi legjobb eredményét érte el, és pályafutása során először bejutott egy Grand Slam-tornán a negyeddöntőbe. Ezzel Taróczy Balázs 1981-es Roland Garros-szereplése óta ő lett az első magyar férfi teniszező aki Grand Slam-tornán bejutott a legjobb nyolc közé. A negyeddöntőben az aktuális világelső Novak Đoković három szettben, 6–3, 6–4, 6–4 arányban búcsúztatta.

## Világranglistapontok
| Eredmény           | Férfi egyes | Férfi páros | Női egyes | Női páros |
| ------------------ | ----------- | ----------- | --------- | --------- |
| Győzelem           | 2000        | 2000        | 2000      | 2000      |
| Döntő              | 1200        | 1200        | 1300      | 1300      |
| Elődöntő           | 720         | 720         | 780       | 780       |
| Negyeddöntő        | 360         | 360         | 430       | 430       |
| 16 között          | 180         | 180         | 240       | 240       |
| 32 között          | 90          | 90          | 130       | 130       |
| 64 között          | 45          | 0           | 70        | 10        |
| 128 között         | 10          | –           | 10        | –         |
| Főtáblára jutás    | 25          | –           | 40        | –         |
| Selejtező (3. kör) | 16          | –           | 30        | –         |
| Selejtező (2. kör) | 8           | –           | 20        | –         |
| Selejtező (1. kör) | 0           | –           | 2         | –         |

## Pénzdíjazás
A torna teljes díjazása 2021-ben 35 016 000 angol font, amely 7,85%-kal alacsonyabb a 2019. évihez képest. Ez az összeg azonban nem tartalmazza a koronavírus-járvány miatti többletkiadásokat, amelyeket a tesztelésekre, a versenyzők biztonságos elhelyezésére és utaztatására, valamint a kockázatok minimalizálására fordítanak.  A férfi és női egyéni győztes 1,7 millió angol fontot kap. A döntők és az elődöntők résztvevői a 2019. évinél kevesebbet, a negyeddöntőtől lefelé, beleértve a selejtezőket is, többet kapnak.
| Eredmény           | Egyes*      | Páros**                   | Vegyes páros**            |
| Győzelem           | 1 700 000 £ | 480 000 £                 | 100 000 £                 |
| Döntő              | 900 000 £   | 240 000 £                 | 50 000 £                  |
| Elődöntő           | 465 000 £   | 120 000 £                 | 25 000 £                  |
| Negyeddöntő        | 300 000 £   | 60 000 £                  | 12 000 £                  |
| 16 között          | 181 000 £   | 30 000 £                  | 6000 £                    |
| 32 között          | 115 000 £   | 19 000 £                  | 3000 £                    |
| 64 között          | 75 000 £    | 12 000 £                  | 1500 £                    |
| 128 között         | 48 000 £    | –                         | –                         |
| Selejtező (döntő)  | 25 500 £    | *Nemenként **Csapatonként | *Nemenként **Csapatonként |
| Selejtező (2. kör) | 15 500 £    | *Nemenként **Csapatonként | *Nemenként **Csapatonként |
| Selejtező (1. kör) | 8500 £      | *Nemenként **Csapatonként | *Nemenként **Csapatonként |

## A döntők eredményei

### Férfi egyes
- Novak Đoković– Matteo Berrettini 6–7(4), 6–4, 6–4, 6–3

### Női egyes
- Ashleigh Barty– Karolína Plíšková 6-3, 6-7(4), 6-3

### Férfi páros
- Nikola Mektić /  Mate Pavić– Marcel Granollers /  Horacio Zeballos, 6–4, 7–6(5), 2–6, 7–5

### Női páros
- Hszie Su-vej /  Elise Mertens– Veronyika Kugyermetova /  Jelena Vesznyina 3–6, 7–5, 9–7

### Vegyes páros
- Neal Skupski /  Desirae Krawczyk– Joe Salisbury /  Harriet Dart 6–2, 7–6(1)

### Junior fiú egyéni
- Samir Banerjee– Victor Lilov, 7–5, 6–3

### Junior lány egyéni
- Ane Mintegi del Olmo– Nastasja Schunk, 2–6, 6–4, 6–1

### Junior fiú páros
- Edas Butvilas /  Alejandro Manzanera Pertusa– Daniel Rincón /  Abedallah Shelbayh, 6–3, 6–4

### Junor lány páros
- Kriszcina Dzmitruk /  Gyiana Snajgyer– Sofia Costoulas /  Laura Hietaranta, 6–1, 6–2